# Die Knickerbocker-Bande (Fernsehserie)
Die Knickerbocker-Bande ist eine 1997 produzierte 14-teilige Fernsehserie, die nach der Kinderbuchreihe Die Knickerbocker-Bande des österreichischen Autors Thomas Brezina entstand.
Gleichzeitig ist sie ein Ableger des Kinofilms Die Knickerbocker-Bande: Das sprechende Grab, dessen Handlung allerdings nach jener der Serie spielt.

## Darsteller
Anders als beim Kinofilm, bei dem nur ein Darsteller aus Österreich, die übrigen drei aus Großbritannien stammten, wurden hier vier österreichische Jungschauspieler gecastet, die heute zum Teil als Schauspieler und Moderatoren bekannt geworden sind.
- Axel: Michael Steinocher
- Lilo: Janette Kössler
- Poppi: Christina Karnicnik
- Dominik: Daniel Lehner

## Episoden
in der Sendereihenfolge:
1. Das Rätsel um das Schneemonster
2. Der Fluch des schwarzen Ritters
3. SOS vom Geisterschiff
4. Wo ist der Millionenstorch?[1]
5. Der Ruf des Gruselkuckucks
6. Spuk am Sternenhof (Doppelfolge mit 60 Minuten Länge Weihnachts-Special)
7. Treffpunkt Schauermühle
8. Die Tonne mit dem Totenkopf
9. Ein UFO namens Amadeus
10. Die Karate-Gummibären
11. Im Reich der Geisterzaren
12. Das Phantom der Schule
13. Wenn die Turmuhr 13 schlägt
14. Der Tortendracula von Wien

Regie führten Guntmar Lasnig und Peter Payer. Die Drehbücher verfassten Thomas Brezina, Milan Dor und ebenfalls Guntmar Lasnig.

## Bücher zur Fernsehserie
Zur Fernsehserie erschien eine 12-bändige Buchserie im Breitschopf-Verlag. Die Rücken zusammen ergeben ein Muster, nämlich das Zeichen der Knickerbockerbande.

## Notizen
1. ↑  Folgen 1 bis 4 seit 2010 auf DVD bei Studio100 EAN
5414233130178
2. ↑  Die letzten zwei Folgen erschienen zusammen in einem Band. Die Folge 6 gibt es nicht als Buch